# Tweeter
Cet article possède un paronyme, voir Twitter.
Cet article concerne l'acoustique. Pour les autres significations, voir Tweeter (homonymie).

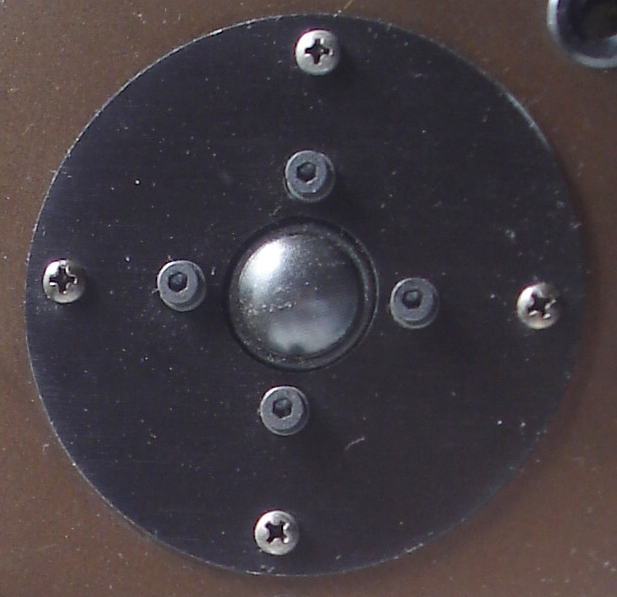
Un tweeter à dôme

Un tweeter (anglicisme, voir prononciation) est un haut-parleur destiné à reproduire les fréquences sonores élevées, soit les sons aigus. Généralement, les fréquences reproduites sont supérieures à 2 000 Hz et peuvent s'étendre jusqu'aux ultrasons.
Destinée à reproduire des fréquences élevées, la membrane du tweeter est de taille réduite par rapport aux autres types de haut-parleur, typiquement entre 10  et   50 mm.
Les membranes des tweeters ont connu une grande évolution au cours des années, l'objectif étant de les rendre à la fois indéformables et de masse très faible. Pour ce faire, les constructeurs utilisent parfois des matériaux onéreux comme le béryllium ou le diamant de synthèse, des membranes composites ou des traitements complexes. Une autre évolution importante a été l'introduction d'aimants néodyme permettant d'obtenir un champ magnétique important tout en conservant un volume et un poids réduits.
Le tweeter reproduit les fréquences sonores qui sont le plus sujettes à la directivité : au fur et à mesure qu'on s'éloigne de l'axe de l'enceinte, les hautes fréquences voient leur niveau diminuer.
Certains tweeters sont parfois baptisés super-tweeter car ils ne reproduisent que les fréquences les plus élevées du spectre sonore et même des ultrasons. Cette appellation est toutefois plus commerciale que technique. Plus généralement, le terme tweeter est avant tout utilisé dans le domaine du son grand public (haute fidélité, home cinéma). Dans le monde du son professionnel on parle généralement de compression, le haut-parleur reproduisant les fréquences élevées utilisant presque toujours cette technique.

## Types de tweeters

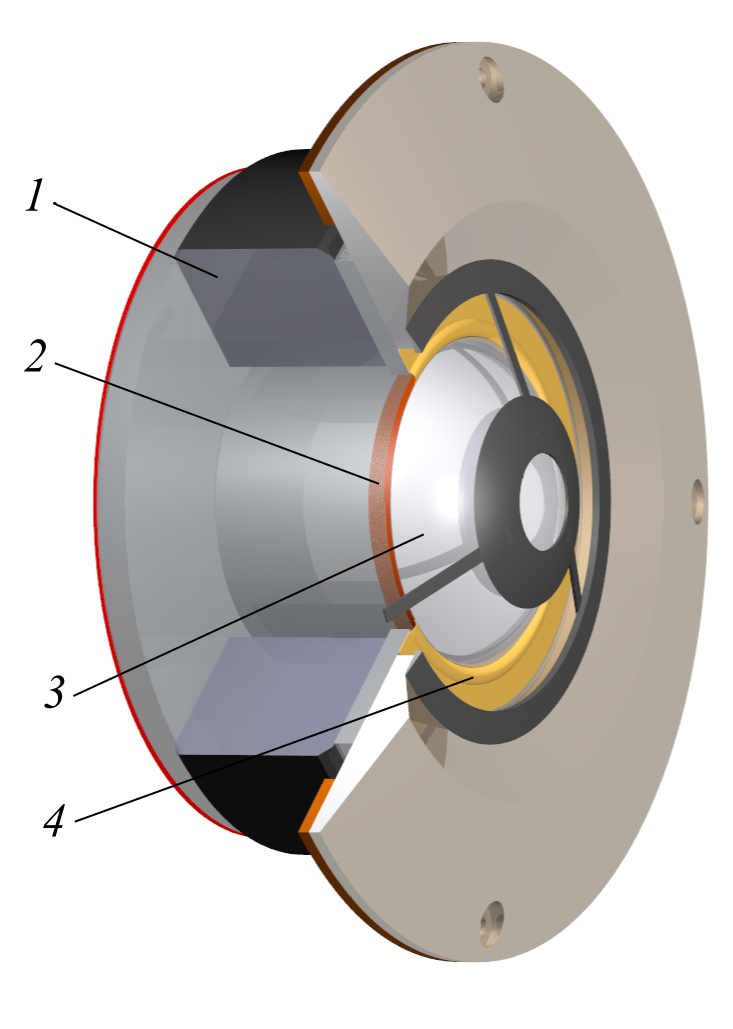
Coupe d'un tweeter à dôme avec diffuseur
1. Aimant
2. Bobine mobile
3. Membrane
4. Suspension

Les tweeters peuvent être classés suivant leur aspect et, plus précisément, la forme de leur membrane mais également suivant leur principe de fonctionnement. L'immense majorité des tweeters fonctionne suivant le principe du haut-parleur électrodynamique, comme les haut-parleurs courants.
- à cône : un tweeter à cône se présente comme un haut-parleur électrodynamique classique mais de dimensions réduites (quelques centimètres). Ce type de tweeter équipe souvent les enceintes acoustiques d'entrée de gamme. Il existe toutefois des modèles de haute qualité.
- à dôme : comme son nom l'indique, ce type de tweeter électrodynamique utilise une membrane en forme de dôme, souvent hémisphérique ou de forme plus complexe. La bobine mobile se trouvant à sa périphérie. Ses dimensions se situent généralement entre 20 et 30 mm. On distingue les dômes souples (tissu enduit ou matière synthétique) et les dômes rigides (métaux divers, matières synthétiques). Ce type de tweeter équipe un grand nombre d'enceintes haute fidélité mais aussi, dans des versions à haute efficacité, des modèles de sonorisation. Il peut être associé, surtout dans ce dernier cas, à un petit pavillon ou une amorce de pavillon destiné à améliorer la diffusion et le couplage avec l'air ambiant.
- dôme/cône : Ce type de tweeter électrodynamique, souvent baptisé « équilibré » (balanced en anglais) utilise une membrane de forme complexe comportant une partie conique et un petit dôme central. Il s'agit donc d'une sorte d'intermédiaire entre dôme et cône. Généralement pourvu d'un diffuseur central, il a connu un grand succès car il est possible de réaliser des modèles de petite taille tout en conservant de bonnes performances et un coût réduit. De ce fait il équipe un très grand nombre d'appareils.
- à ogive : ce type de tweeter comporte une ogive centrale et une membrane annulaire. Très souvent il est associé à un pavillon, plus ou moins développé, pour améliorer son efficacité. Ce type de tweeter offre généralement une efficacité assez élevée.
- à ruban ou à membrane imprimée : Ces tweeters utilisent une membrane plane et peuvent fonctionner soit suivant le principe électrostatique soit, suivant le principe électrodynamique, ce dernier type étant de très loin le plus répandu. Des réalisations très diverses ont vu le jour mais ce type de tweeter reste rare.
- piézoélectrique : Les tweeters fonctionnant suivant le principe piézoélectrique ont connu une large diffusion dans le domaine de la sonorisation grand public car ils offrent à la fois un coût limité, une bonne efficacité et une grande robustesse. Certains modèles conçus par Motorola[3] ont ainsi équipé un très grand nombre d'enceintes acoustiques d'entrée de gamme.

Comme pour d'autres éléments utilisés en haute fidélité, le tweeter a fait l'objet de nombreuses réalisations originales utilisant les phénomènes physiques les plus divers pour émettre un son. Ces réalisations ont souvent des qualités spécifiques mais aussi des inconvénients plus ou plus gênants si bien qu'elles sont toujours restées marginales.

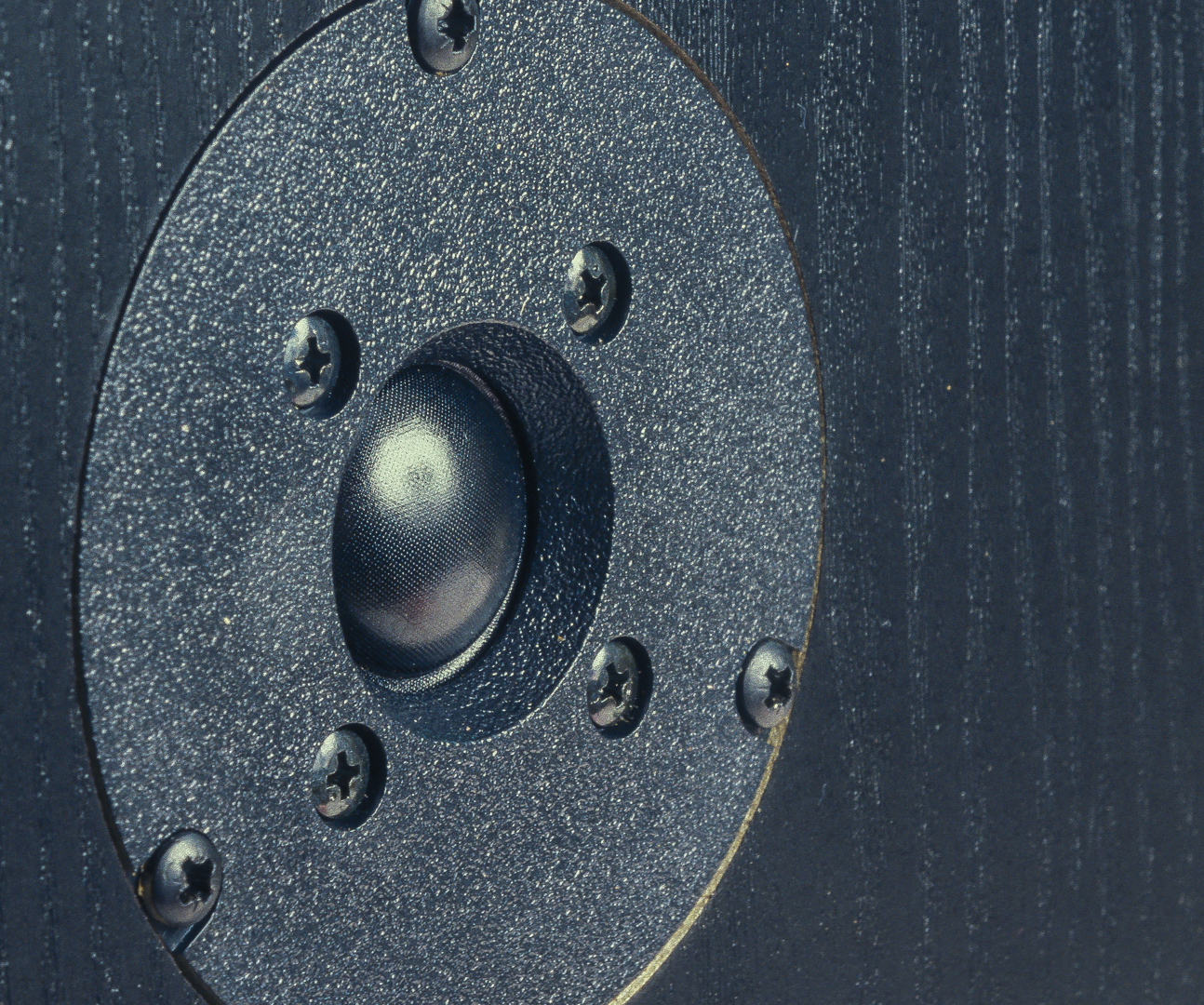
Tweeter à dôme souple en tissu enduit
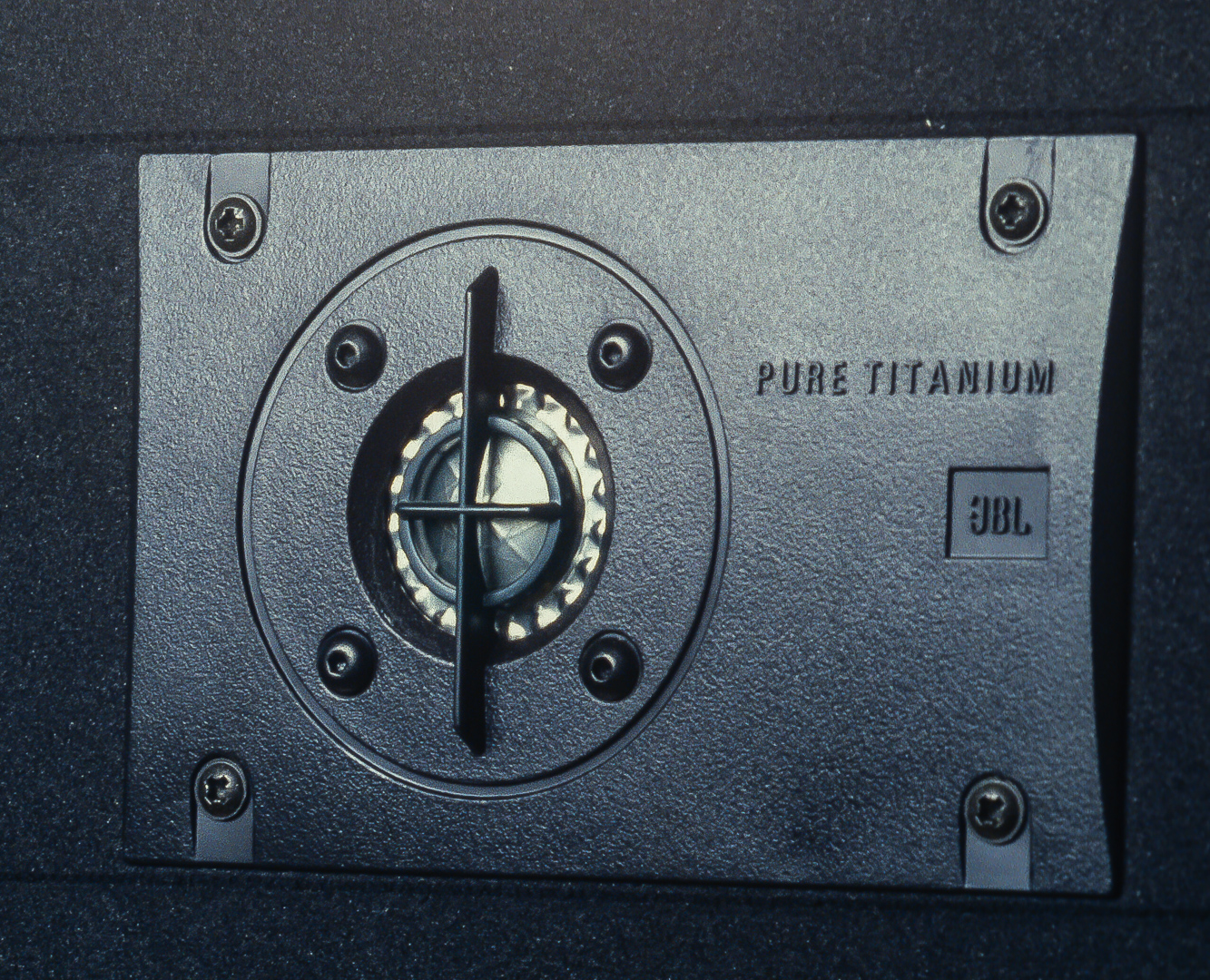
Tweeter à dôme métallique en titane
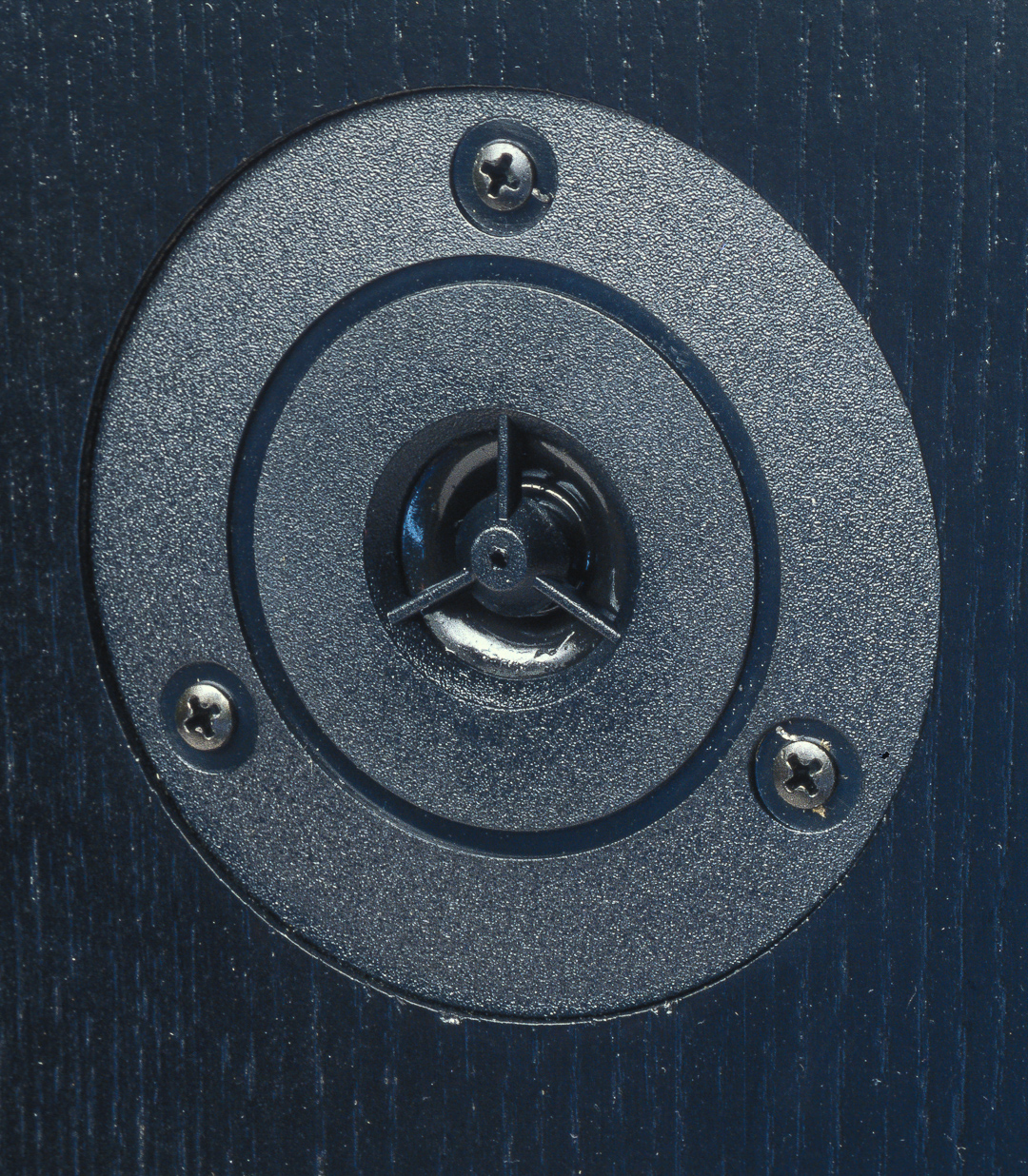
Tweeter dôme/cône Audax avec diffuseur central
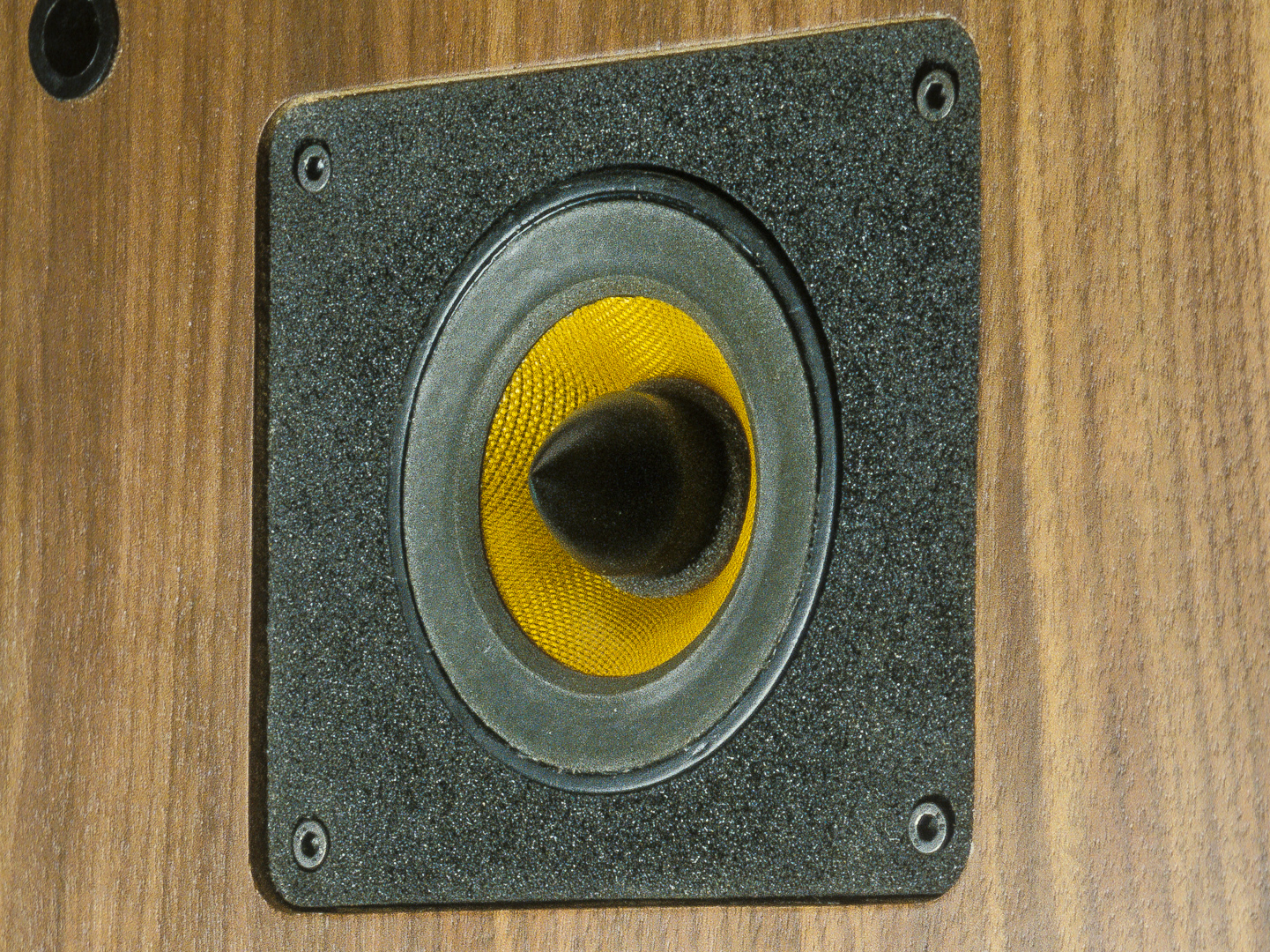
Tweeter à ogive
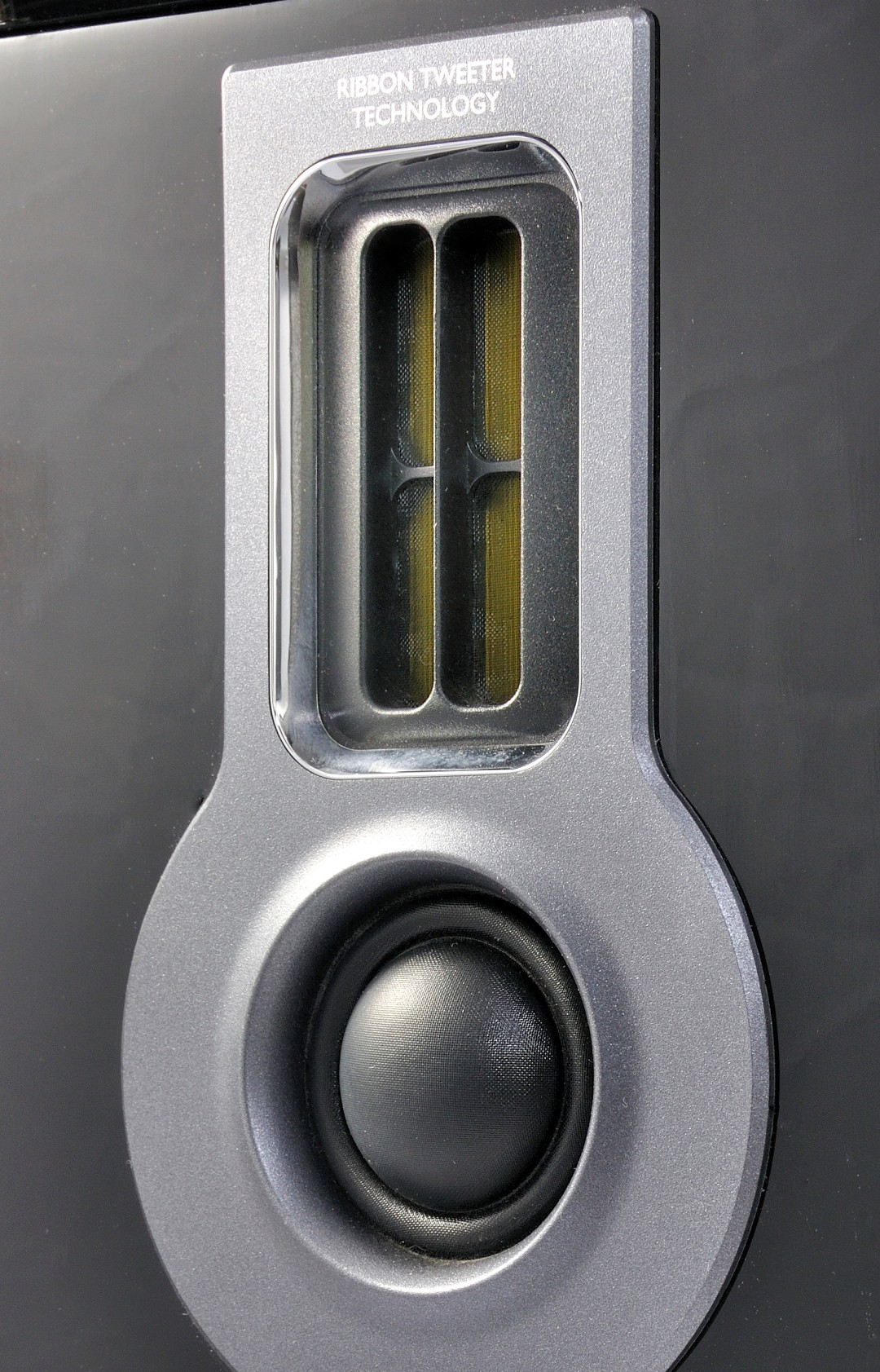
Association d'un tweeter à dôme et d'un tweeter à ruban

## Compressions et pavillons

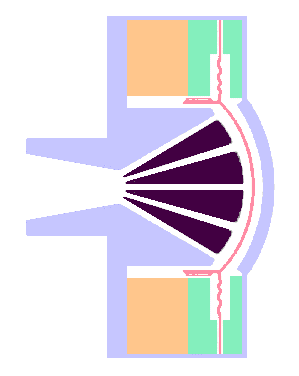
Coupe d'une chambre de compression
En rouge : membrane avec bobine mobile et suspension
En orange : aimant
En marron : pièce de phase
À l'avant de la pièce de phase : gorge

Lorsqu'il s'agit d'obtenir un transducteur d'aigu à efficacité élevée, la solution presque universellement utilisée est celle de la chambre de compression associée à un pavillon de taille et de forme variable suivant le but poursuivi. En pratique, on parle de compression ou même de moteur pour la partie transducteur, le pavillon pouvant être une réalisation séparée et même, sur de nombreuses enceintes de sonorisation actuelles, directement moulé dans le coffret de l'enceinte.
Une compression
 est constituée d'un transducteur électrodynamique fonctionnant comme un haut-parleur traditionnel mais dont la membrane émet dans un volume (la chambre) qui ne communique avec l'extérieur que par une ouverture de taille réduite, la gorge. Un élément de forme complexe, la pièce de phase, assure le bon fonctionnement de l'ensemble et, en particulier, une bonne restitution des fréquences les plus élevées.  Ce n'est pas, contrairement à un haut-parleur classique, le diamètre de la membrane qui définit la taille de la compression mais celui de la gorge. Cette taille est généralement exprimée en pouces, la plupart des compressions se répartissant dans des tailles comprises en un et deux pouces (soit environ 2,5 à 5 cm). La membrane est généralement d'une taille très supérieure à celle de la gorge ce qui permet d'obtenir une puissance admissible supérieure à celle d'un tweeter classique à radiation directe tout en conservant une source sonore ponctuelle. La réalisation pratique d'une compression est complexe car elle comporte de nombreux éléments critiques pour parvenir à des performances optimales.
Les compressions sont toujours associées à un pavillon (ou un dispositif similaire) qui permet d'en augmenter l'efficacité et de contrôler la diffusion du son, autrement dit la directivité du système. Le principe du pavillon, qui permet de concentrer l'émission sonore dans une direction, est connu depuis fort longtemps puisque l'homme en fait une utilisation presque instinctive en utilisant ses mains devant sa bouche pour en faire une sorte de porte-voix naturel. Les pavillons utilisés avec les chambres de compression sont évidemment beaucoup plus élaborés et ont fait l'objet d'études théoriques et pratiques approfondies pour obtenir le résultat souhaité. Ce dernier présente une grande diversité qui se traduit par une multitude de taille, d'aspect et conception pour les pavillons. Le pavillon peut éventuellement être associé à une lentille acoustique. Le principe de la lentille acoustique n'est pas nouveau : il est basé sur l'assimilation du comportement des ondes acoustiques à celui des ondes lumineuses. Aux fréquences élevées, ce comportement étant très largement similaire avec les mêmes phénomènes comme les réflexion, réfraction, diffraction et absorption. Les lentilles acoustiques connaissent aujourd'hui un développement important puisque les systèmes de diffusion modernes line array sont basés sur leur exploitation.  

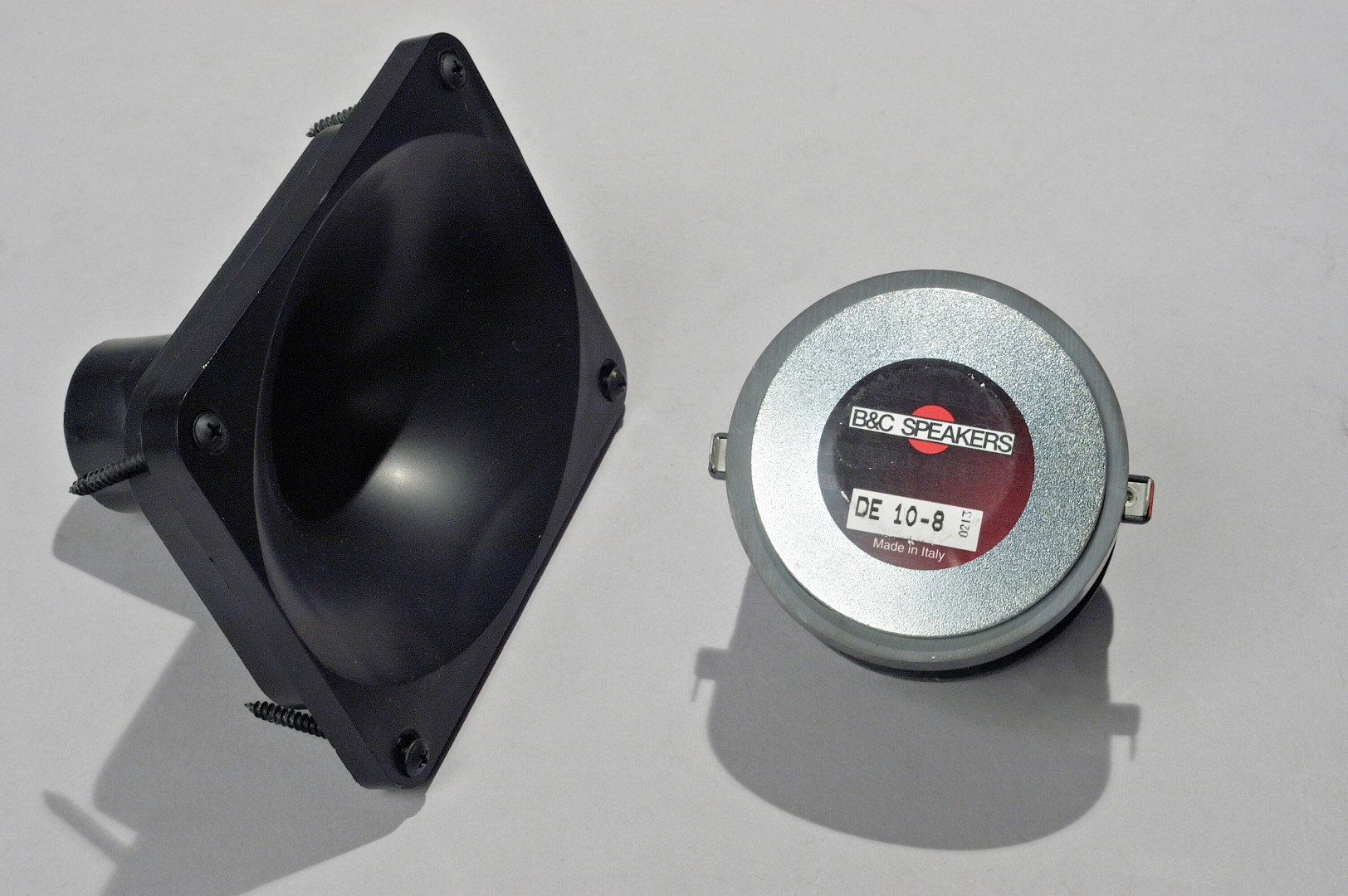
Compression et son pavillon en plastique moulé
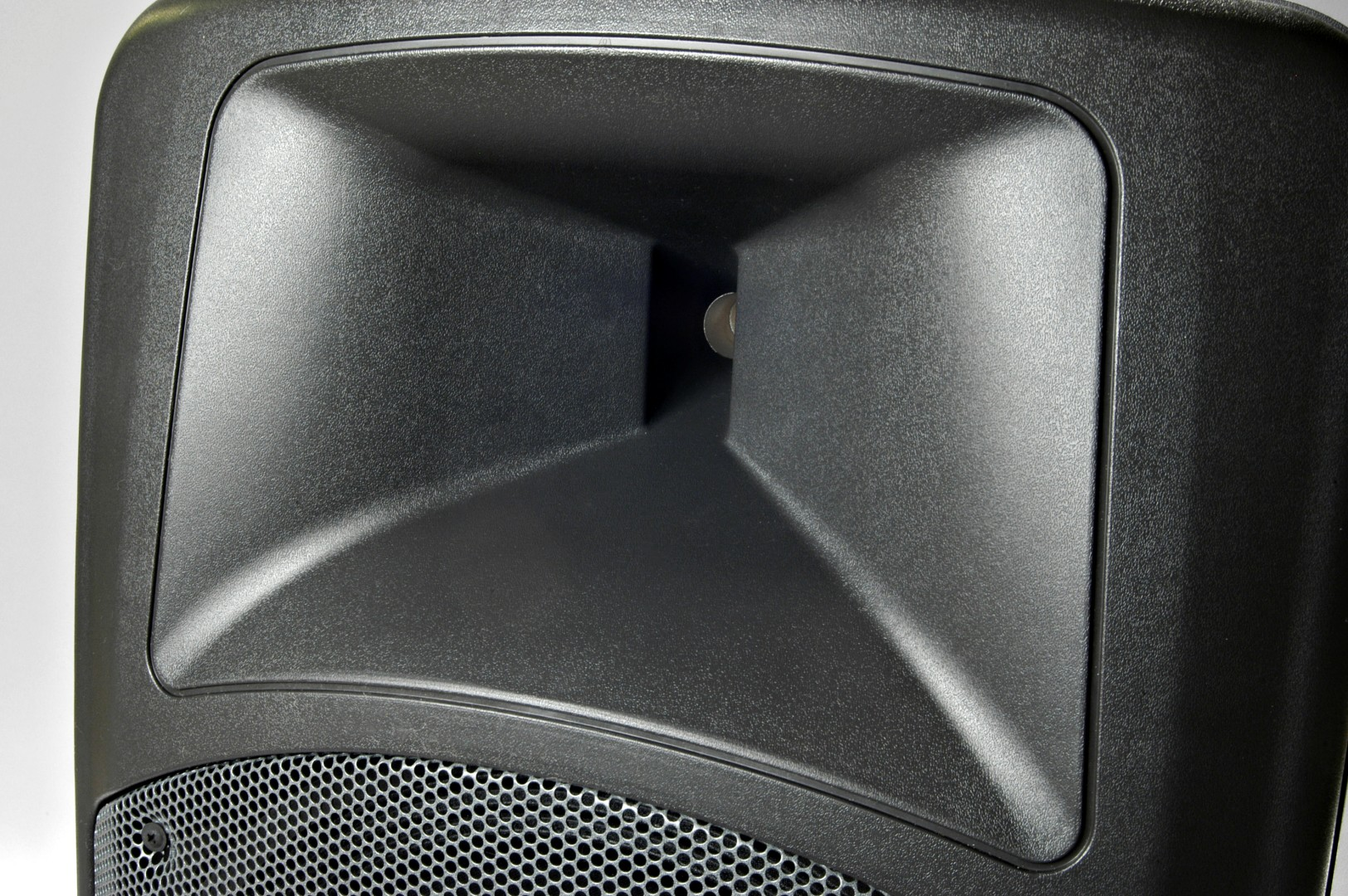
Pavillon moulé dans la face avant d'une enceinte acoustique
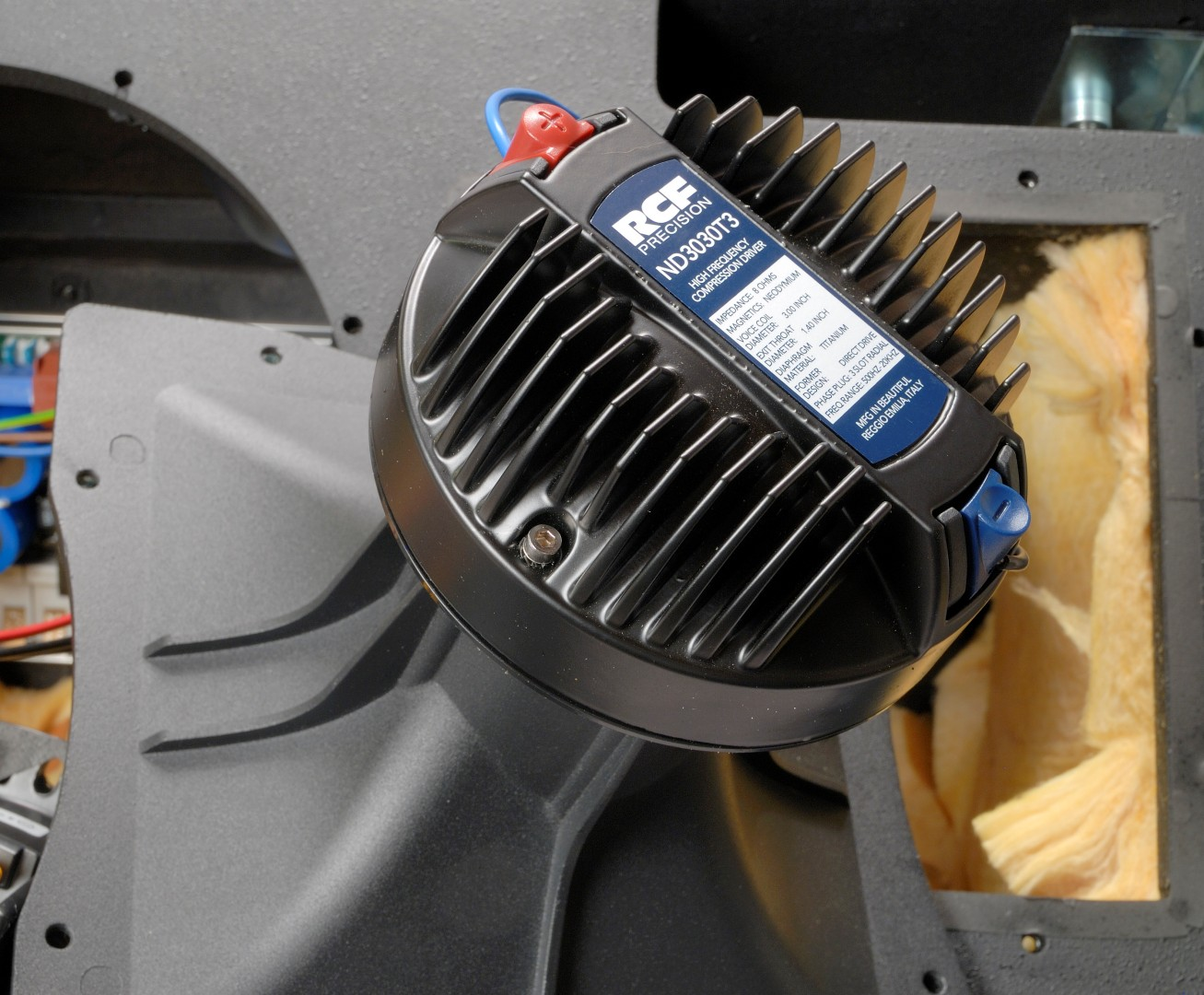
Ensemble pavillon et compression monté, remarquer les ailettes de refroidissement
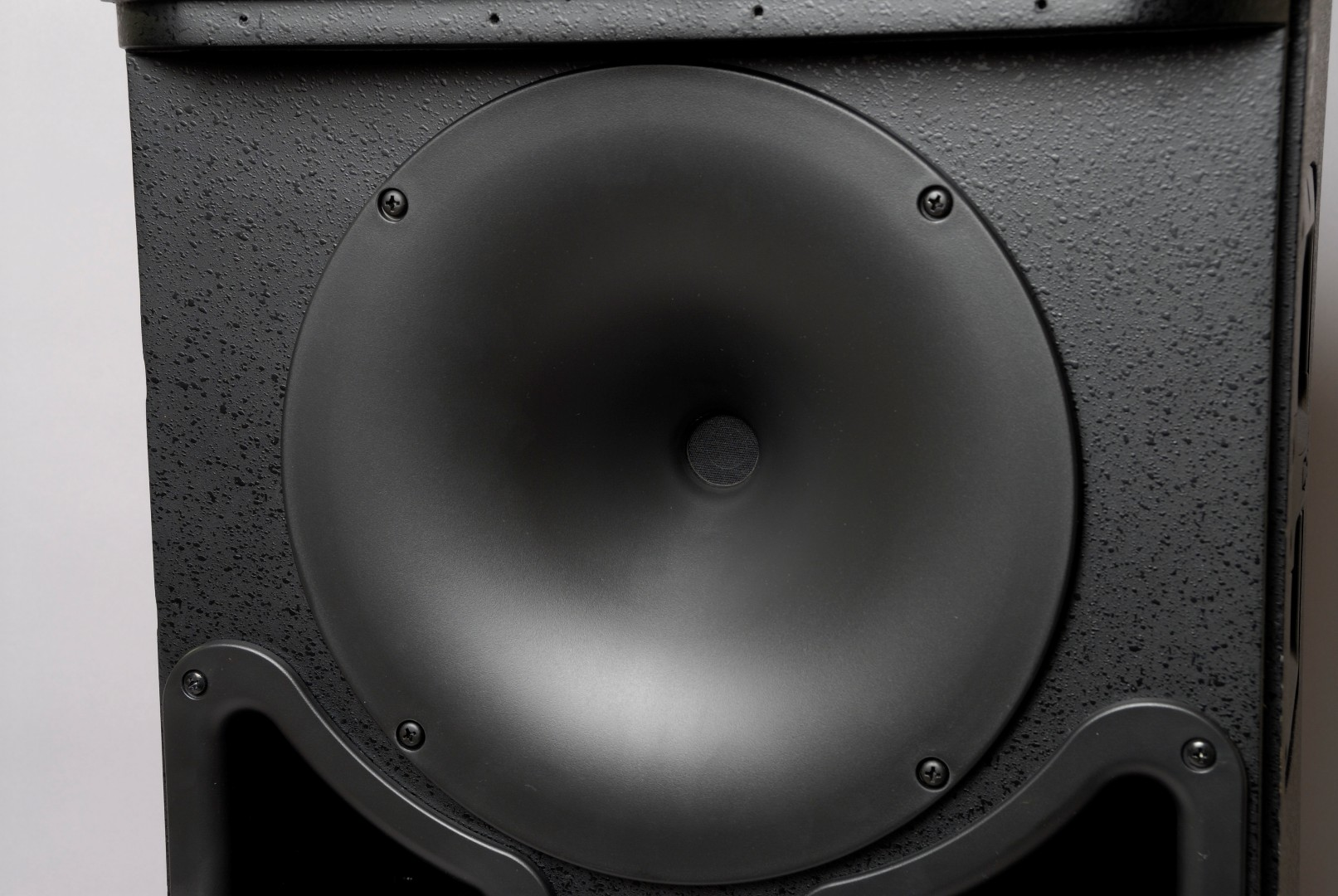
Pavillon circulaire
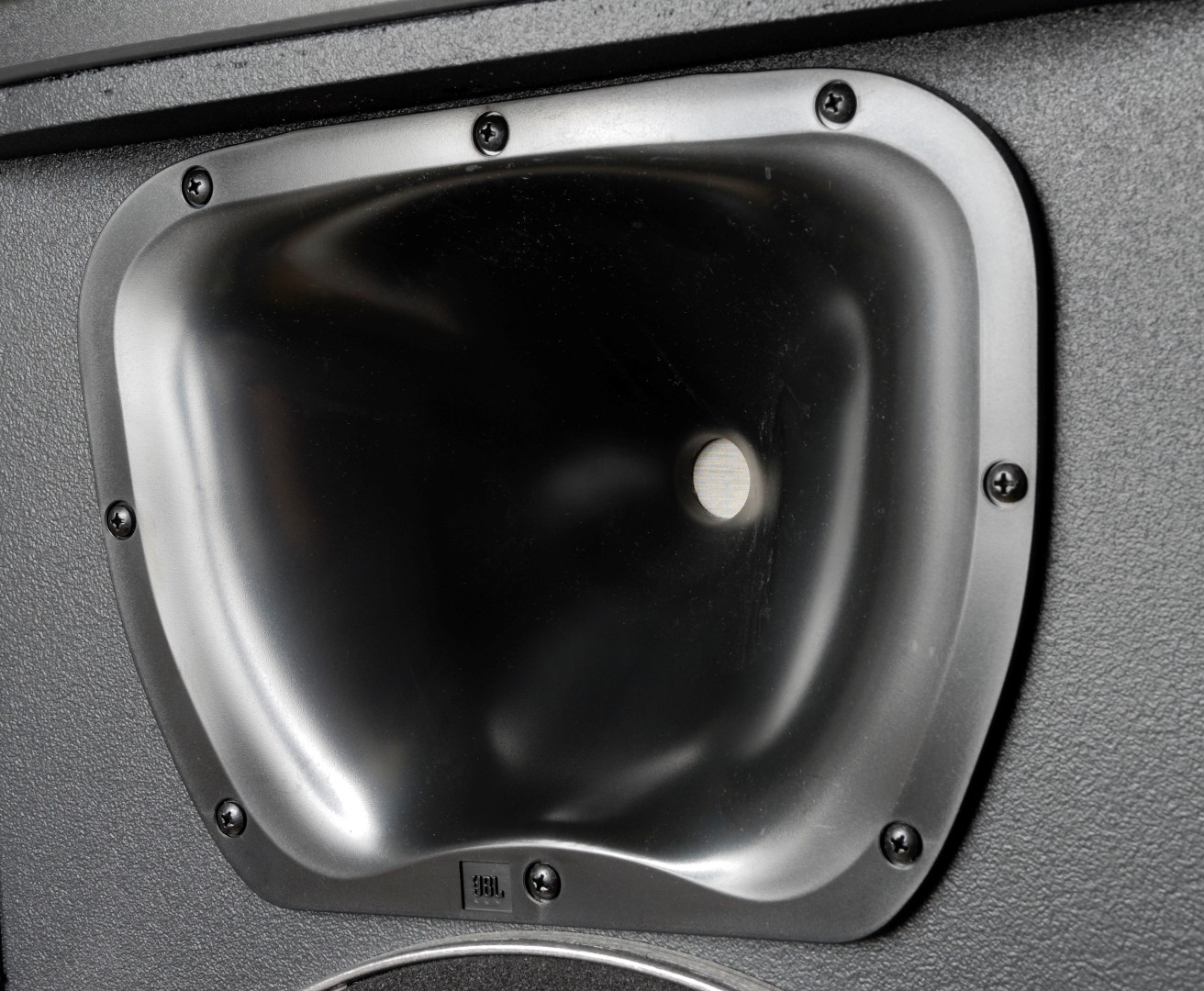
Pavillon de forme complexe

## Caractéristiques et spécifications d'un tweeter
Le tweeter est un haut-parleur : on retrouve, avec quelques spécificités, les mêmes paramètres que pour les autres types de haut-parleurs pour le caractériser, définir son domaine d'utilisation et les résultats que l'on doit en attendre.

### Puissance
La puissance efficace ou RMS (Root Mean Square), est exprimée en watts. En fait, la puissance que peut supporter un tweeter est relativement faible, aussi la puissance annoncée est souvent celle de l'enceinte acoustique dans laquelle il va s'insérer. La puissance réellement supportée par le tweeter, compte tenu du spectre de puissance typique de la musique, est beaucoup plus faible. Éventuellement le fabricant indique la fréquence de coupure minimale et le type de filtrage à utiliser pour la puissance revendiquée.
En pratique, un tweeter exigeant un équipage mobile (membrane et bobine) très léger, sa bobine est réalisée dans un fil très fin ne pouvant supporter qu'une puissance réduite. Il s'agit donc d'un composant fragile, facilement détruit par effet thermique qui fait fondre le fil de la bobine. Pour cette raison, le tweeter est souvent doté d'une protection, plus ou moins élaborée et généralement intégrée au filtre passif, contre un excès de puissance. Diverses solutions, plus ou moins onéreuses, sont utilisées pour améliorer la tenue en puissance des tweeters, parmi elles il faut citer l'utilisation de ferrofluide.

### Bande passante
La bande passante est exprimée en hertz, avec ses limites inférieure et supérieure, par exemple : 2 kHz - 20 kHz. Elle correspond à la plage de fréquences que le haut-parleur peut restituer. Pour une exploitation sérieuse de cette donnée, il faut disposer d'une courbe de réponse qui permet de voir comment l'associer aux autres haut-parleurs de l'enceinte.

### Efficacité
La sensibilité ou efficacité est exprimée en décibels (dB SPL et souvent baptisée à tort rendement). Il s'agit de la pression acoustique mesurée à un mètre du haut-parleur, lorsqu'on lui fournit un niveau de 2,83 V efficaces (correspondant à une puissance d'un watt sur charge de 8 ohms). La mesure doit s'effectuer dans le domaine de fonctionnement normal du haut-parleur, il ne s'agit donc pas d'une mesure conventionnelle en large bande
. Ce paramètre permet de déterminer avec quels autres haut-parleurs le tweeter peut s'associer (l'efficacité doit être au moins égale à celle des autres haut-parleurs) et quelle atténuation il faut lui appliquer si son efficacité est supérieure. Les modèles grand public, pour utilisation domestique, ont une efficacité généralement comprise entre 88 et 94 dB. Les modèles à compression, surtout à usage professionnel, peuvent atteindre des valeurs de l'ordre de 120 dB.

### Impédance
L'impédance est exprimée en ohms. Il s'agit d'une impédance normalisée pour les utilisations de base. Là encore, une étude approfondie exige de disposer de son tracé sur un diagramme de Bode qui permet aussi de voir à quelle fréquence se situe la résonance du tweeter. Ces caractéristiques sont essentielles pour réaliser un filtrage adapté de l'ensemble de l'enceinte où le tweeter doit prendre place.